# Silence (Cadaveria)
Silence è il quinto album dei Cadaveria pubblicato in studio nel 2014.
L'album è stato anticipato dal singolo Carnival of Doom, ed ancor prima presentato in una tournée di concerti da cui sono stati estrapolati diversi video live e filmati che costituiscono il DVD Karma.

## Tracce
1. Velo (The Other Side of Hate)- 4:14
2. Carnival of Doom - 3:28
3. Free Spirit - 4:44
4. The Soul That Doesn't Sleep - 3:34
5. Existence - 4:56
6. Out Loud - 3:16
7. Death, Again - 5:04
8. Exercise1 - 3:54
9. Amost Ghostly - 4:22
10. Loneliness - 4:42
11. Strangled Idols - 5:00

## Formazione
- Cadaveria - voce
- Frank Booth - chitarra
- Dick Laurent - chitarra
- Killer Bob (John) - basso
- Marcelo Santos (Flegias) - batteria